# Johannes Tropfke
Johannes Tropfke, né le 14 octobre 1866 à Berlin et mort le 10 novembre 1939 à Berlin, est un mathématicien et un enseignant allemand. Il est également conseiller municipal de Berlin.

## Biographie
Il est fondateur en 1912 du collège Kirschner qu'il dirige jusqu'en 1932. À partir de 1902, il écrit une Histoire des mathématiques élémentaires qui, dans sa deuxième édition, atteint sept volumes. Elle se substitue dès lors aux travaux (controversés) de l'historien Moritz Cantor comme ouvrage de référence.
En 1930, il reçoit le prix Alfred Ackermann-Teubner. L'Académie des sciences de Prusse, lui décerne en 1939 la Médaille Leibniz en argent, en reconnaissance de ses mérites pour les mathématiques.

## Travaux
Son ouvrage Geschichte der Elementar-Mathematik in systematischer Darstellung en 7 volumes paraît, dans une première édition en deux volumes, en 1902 et 1903. Une deuxième édition en sept volumes paraît de 1921 à 1924 et une 3e édition en 4 volumes paraît de 1930 à 1940. Une nouvelle édition en 7 volumes, remaniée par les historiens des mathématiques Kurt Vogel, Helmuth Gericke (de), Karin Reich et. al. paraît aux éditions Walter de Gruyter à Berlin, à partir de 1980.